# Kamniško-Savinjske Alpe (FFH-Gebiet)
Das Fauna-Flora-Habitat-Gebiet Kamniško-Savinjske Alpe (deutsch: Kamniker und Sulzbacher Alpen) liegt im Norden Sloweniens. Das etwa 146 km² große Schutzgebiet umfasst den slowenischen Teil der Steiner Alpen. Es handelt sich um einen Teil der östlichen Kalkalpen mit den charakteristischen montanen und hochmontanen Arten, Ökosystemen und natürlichen Prozessen.
Das FFH-Gebiet Kamniško-Savinjske Alpe wird auf österreichischer Seite vom Natur- und Europaschutzgebiet Vellacher Kotschna ergänzt und grenzt im Westen an das FFH-Gebiet Karavanke und im Osten an das FFH-Gebiet Raduha. Es überschneidet sich in großen Teilen mit dem Vogelschutzgebiet Grintovci. 

## Schutzzweck

### Lebensraumtypen
Folgende Lebensraumtypen nach Anhang I der FFH-Richtlinie sind für das Gebiet gemeldet:
| EU Code | * | Lebensraumtyp (offizielle Bezeichnung)                                                               | Fläche (ha) |
| ------- | - | --- | ----------- |
| 3220    |   | Alpine Flüsse mit krautiger Ufervegetation                                                           | 1.350       |
| 3240    |   | Alpine Flüsse mit Ufergehölzen von Salix elaeagnos                                                   | 1.350       |
| 4060    |   | Alpine and boreale Heiden                                                                            | 409         |
| 4070    |   | Buschvegetation mit Pinus mugo und Rhododendron hirsutum (Mugo-Rhododendretum hirsuti)               | 1.180       |
| 6110    | * | Lückige basophile oder Kalk-Pionierrasen (Alysso-Sedion albi)                                        | 475         |
| 6170    |   | Alpine und subalpine Kalkrasen                                                                       | 936         |
| 6430    |   | Feuchte Hochstaudenfluren der planaren und montanen bis alpinen Stufe                                | 1.587       |
| 6520    |   | Berg-Mähwiesen                                                                                       | 112         |
| 8120    |   | Kalk- und Kalkschieferschutthalden der montanen bis alpinen Stufe (Thlaspietea rotundifolii)         | 402         |
| 8160    | * | Kalkhaltige Schutthalden der collinen bis montanen Stufe Mitteleuropas                               | 1.331       |
| 8210    |   | Kalkfelsen mit Felsspaltenvegetation                                                                 | 1.784       |
| 8240    | * | Kalk-Felspflaster                                                                                    | 102         |
| 8310    |   | Nicht touristisch erschlossene Höhlen                                                                |             |
| 8340    |   | Permanente Gletscher                                                                                 | 4           |
| 91E0    | * | Auen-Wälder mit Alnus glutinosa und Fraxinus excelsior (Alno-Padion, Alnion incanae, Salicion albae) | 10          |
| 91K0    |   | Illyrische Rotbuchenwälder (Aremonio-Fagion)                                                         | 3.199       |
| 91R0    |   | Waldkiefernwälder der dinarischen Dolomiten (Genisto januensis-Pinetum)                              | 38          |

### Arteninventar
Folgende Arten von gemeinschaftlichem Interesse kommen im Gebiet vor:
| Bild               | EU Code | * | Art                 | wissenschaftlicher Name     | Artengruppe    |
| ------------------ | ------- | - | ------------------- | --------------------------- | -------------- |
| Bertolini-Akelei   | 1474    |   | Bertolini-Akelei    | Aquilegia bertolonii        | Pflanzen       |
| Steinkrebs         | 1093    | * | Steinkrebs          | Austropotamobius torrentium | Krebse         |
| Mopsfledermaus     | 1324    |   | Mopsfledermaus      | Barbastella barbastellus    | Säugetiere     |
| Spanische Flagge   | 1078    | * | Spanische Flagge    | Callimorpha quadripunctaria | Schmetterlinge |
| Zois-Glockenblume  | 4071    |   | Zois-Glockenblume   | Campanula zoysii            | Pflanzen       |
| Gelber Frauenschuh | 1902    |   | Gelber Frauenschuh  | Cypripedium calceolus       | Pflanzen       |
| Sumpf-Siegwurz     | 4096    |   | Sumpf-Siegwurz      | Gladiolus palustris         | Pflanzen       |
|                    | 1303    |   | Kleine Hufeisennase | Rhinolophus hipposideros    | Säugetiere     |